# 디지털 경제
디지털 경제는 인터넷을 기반으로 이루어지는 경제활동이다.
처음에 '디지털 경제'는 1995년 니콜라스 네그로폰테가 물질 최소 처리 단위인 원자(atom)에서 정보 최소 처리단위인 비트(bit)로 이전되는 양상을 설명하면서 은유적으로 사용되었다. 니콜라스 네그로폰테는 질량, 물질, 교통과 같은 부분에서 발생하는 단점이 디지털 경제의 도입과 함께 무중력, 가상, 글로벌한 형태로 변화하면서 장점화될 가능성을 제시하였다. 이런 새로운 경제에서 디지털 네트워킹과 커뮤니케이션 기반기술을 통해 글로벌 전략을 고안하고 교류하고 의사소통하며 정보검색도 할 수 있게 된다. 다양한 디지털화된 제품의 예로는 데이터베이스, 뉴스와 정보, 책, 잡지 등을 들 수 있다.
인터넷 도입과 디지털 콘텐츠 공유 기반기술에 의해 산업과 시장에서 발생하는 변화를 분석하는 학계의 연구도 진행되고 있는데 뉴욕 대학교의 디지털 경제 연구센터 교수 아닌드야 고즈는 소셜미디어에서의 사용자 생성 콘텐츠의 경제적 효과 계량화, 검색엔진과 광고노출의 영향 측정, 모바일 인터넷에서의 소비자 행동 모델링, 크라우드 펀딩 시장 분석, 온라인 마켓플레이스 등에 대한 전문가이다.

## 참고자료
- Negroponte, N. (1995). Being Digital. Knopf. (Paperback edition, 1996, Vintage Books, ISBN 0-679-76290-6)[쪽 번호 필요]
- 네그로폰테 (1995년) 디지털이다 (커뮤케이션북스, ISBN 89-86099-03-9)[쪽 번호 필요]
- Anindya Ghose, http://w4.stern.nyu.edu/faculty/bio/anindya-ghose

## 같이 보기
- 디지털 생태계